# Bonsaikittens
Het verhaal over bonsaikittens is een broodjeaapverhaal dat op het internet de ronde deed. In feite is het een grap van een aantal studenten. Ze beweerden een kitten vlak na de geboorte in een fles te stoppen waarna het door de zachte botten in de vorm van die fles zou groeien. Door middel van slangetjes werd gezorgd voor voeding en lucht en de afvoer van ontlasting. Eenmaal volwassen zou de kat, zo beweerde men op een website, buiten de fles de vorm van de container behouden.

## Oorsprong
Het is bedacht door Amerikaanse studenten die wilden aantonen hoe makkelijk het is om mensen wat wijs te maken. 
Het bericht en de bijbehorende website maakte heftige reacties los van kattenliefhebbers en dierenrechtenactivisten.